# Porthidium dunni
Porthidium dunni är en ormart som beskrevs av Hartweg och Oliver 1938. Porthidium dunni ingår i släktet Porthidium och familjen huggormar. IUCN kategoriserar arten globalt som livskraftig. Inga underarter finns listade i Catalogue of Life.
Arten förekommer vid Stilla havet i delstaterna Oaxaca och västra Chiapas i Mexiko. Den lever i låglandet och i kulliga områden upp till 700 meter över havet. Habitatet utgörs av lövfällande skogar med taggiga träd. Porthidium dunni kan anpassa sig till varsam återskapade skogar. Den vistas främst på marken. Honor lägger inga ägg utan föder levande ungar.